# 131. peruť RAF
131. peruť (anglicky No. 131 Squadron) byla peruť Royal Air Force vzniklá za první světové války jako bombardovací, a za druhé světové války obnovená jako stíhací. 

## Historie

### Vznik a první světová válka
131. peruť vznikla 1. března 1918 jako jednotka Royal Flying Corps a po 1. dubnu 1918 se stala součástí Royal Air Force, ale byla rozpuštěna již 17. srpna téhož roku aniž by nabyla operační způsobilosti.

### Obnovení za druhé světové války
Peruť byla reaktivována v roce 1941 na základně RAF Ouston jako stíhací jednotka vybavená stroji Supermarine Spitfire, a poskytovala stíhací ochranu konvojům, zprvu ze základny RAF Atcham a později z Llanbedru ve Walesu. Mezi lednem a březnem 1943 u jednotky působili i českoslovenští piloti Jaroslav Hlaďo a Otto Smik. 
V říjnu 1944 byla přesunuta do Indie. Peruť byla koncentrována na základně Amarda Road 5. února 1945, ale její Spitfiry byly předány Royal Indian Air Force a peruť byla 10. června 1945 rozpuštěna. O šestnáct dní později byla na 131. peruť přeznačena dosavadní 134. peruť RAF, která byla vybavena stroji Thunderbolt s nimiž se začala připravovat na podporu vylodění v Malajsku. Útvar byl rozpuštěn 31. prosince 1945 v Kuala Lumpuru.

## Používaná letadla

Spitfiry 131. peruti.

| Od            | Do            | Letadlo                   | Varianta |
| ------------- | ------------- | ------------------------- | -------- |
| Červen 1941   | Listopad 1942 | Supermarine Spitfire      | IA       |
| Září 1941     | Leden 1942    | Supermarine Spitfire      | IIA      |
| Prosinec 1941 | Září 1942     | Supermarine Spitfire      | VB       |
| Prosinec 1941 | Září 1942     | Supermarine Spitfire      | VC       |
| Září 1943     | Březen 1944   | Supermarine Spitfire      | IX       |
| Březen 1944   | Říjen 1944    | Supermarine Spitfire      | VII      |
| Únor 1945     | Červen 1945   | Supermarine Spitfire      | VIII     |
| Červen 1945   | Prosinec 1945 | Republic P-47 Thunderbolt | II       |